# Ruggell
Ruggell est une commune du Liechtenstein. La plus septentrionale de toutes, elle est également celle à la plus basse altitude. En 2017, la population est de 2 243 habitants.
Alors que le Liechtenstein est connu pour être une contrée montagneuse, Ruggell est plutôt plate et se situe en bordure du Rhin, à la croisée des frontières internationales avec l'Autriche et de la Suisse.

## Géographie
Les communes limitrophes sont Schellenberg, Gamprin, Sennwald et Altstätten.

## Politique et administration
La ville est administrée par un conseil municipal de huit membres, dont le maire, élus pour quatre ans par les citoyens.
| Période                                  | Période  | Identité            | Étiquette | Qualité |
| ---------------------------------------- | -------- | ------------------- | --------- | ------- |
| 2003                                     | 2007     | Jakob Büchel        | VU        |         |
| 2007                                     | 2015     | Ernst Büchel        | FBP       |         |
| 2015                                     | 2023     | Maria Kaiser-Eberle | FBP       |         |
| 2023                                     | En cours | Christian Öhri      | FBP       |         |
| Les données manquantes sont à compléter. |          |                     |           |         |

Source : Ministère de l'Intérieur 